# Inès de Castro (Houdar de La Motte)
Inès de Castro est une pièce de théâtre, composée en 1723 par le dramaturge français Antoine Antoine Houdar de La Motte. Cette tragédie est inspirée de l'histoire d'Inés de Castro et tirée du poème épique Les Lusiades (chant III, strophes 120-135) de Camoëns, le premier à populariser la légende.
La pièce triomphe au Théâtre-Français à Paris avec 32 représentations en 1723 et dix autres séances en février 1724. Mademoiselle Duclos crée le rôle-titre. Elle fait l'objet de trois éditions la même année, deux à Paris chez Grégoire Dupuis, une à Amsterdam chez H. Du Sauzet.
Ce triomphe provoque une querelle littéraire avec la publication d'articles et de pamphlets polémiques d'août 1723 à mars 1724. Pierre-François Biancolelli, acteur de la Comédie-Italienne, dit Dominique, en collaboration avec Marc-Antoine Legrand, en crée une parodie sous le titre Agnès de Chaillot en 1723,.